# Tabanus biannularis
Tabanus biannularis är en tvåvingeart som beskrevs av Philip 1960. Tabanus biannularis ingår i släktet Tabanus och familjen bromsar. Inga underarter finns listade i Catalogue of Life.